# Killing Joke (album, 1980)
Az 1980-as Killing Joke a Killing Joke debütáló nagylemeze. Megjelenésekor underground albumnak számított. A dalszövegeket Jaz Coleman énekes-frontember szerezte, olyan témákról fejti ki a véleményét, mint a politika, halál, képmutatás, emberi természet, szennyezés és számkivetés.
Az album a 39. helyig jutott a brit albumlistán, három kislemez jelent meg mellé: a Wardance, a Change és a Requiem. Szerepel az 1001 lemez, amit hallanod kell, mielőtt meghalsz című könyvben.

## Az album dalai
| 1. | Requiem          | Jaz Coleman, Kevin Walker, Martin Youth, Paul Ferguson | 3:45 |
| 2. | Wardance         | Coleman, Walker, Youth, Ferguson                       | 3:49 |
| 3. | Tomorrow's World | Coleman, Walker, Youth, Ferguson                       | 5:31 |
| 4. | Bloodsport       | Walker, Youth, Ferguson                                | 4:46 |

| 1. | The Wait      | Coleman, Walker, Youth, Ferguson | 3:45 |
| 2. | Complications | Coleman, Walker, Youth, Ferguson | 3:08 |
| 3. | S.O.36        | Coleman, Walker, Youth, Ferguson | 6:52 |
| 4. | Primitive     | Coleman, Walker, Youth, Ferguson | 3:37 |

## Közreműködők
- Jaz Coleman – ének, szintetizátor
- Kevin "Geordie" Walker – gitár
- Martin "Youth" Glover – basszusgitár
- Paul Ferguson – dob, ének

## Fordítás
Ez a szócikk részben vagy egészben a Killing Joke (1980 album) című angol Wikipédia-szócikk ezen változatának fordításán alapul.  Az eredeti cikk szerkesztőit annak laptörténete sorolja fel. Ez a jelzés csupán a megfogalmazás eredetét és a szerzői jogokat jelzi, nem szolgál a cikkben szereplő információk forrásmegjelöléseként.